# Witalij Polenow
Witalij Siergiejewicz Polenow (ros. Виталий Сергеевич Поленов; ur. 13 stycznia?/26 stycznia 1901 w Kostromie, zm. 8 lipca 1968 w Woroneżu) – radziecki dowódca wojskowy, generał porucznik.

## Życiorys
Od 1918 służył w Armii Czerwonej, walczył w wojnie domowej na Froncie Wschodnim, Południowym i Zachodnim jako adiutant dowódcy pułku i dowódca plutonu, w 1923–1941 służył w wojskach pogranicznych. W 1921 ukończył wojskowe kursy piechoty, 1931 kursy „Wystrieł”, w 1938 Akademię Wojskową im. Frunzego, a w 1948 Wyższe Kursy Akademickie przy Wojskowej Akademii Sztabu Generalnego.
Podczas II wojny światowej dowodził 243 Dywizją Strzelecką na Froncie Północno-Zachodnim i Kalinińskim, od kwietnia 1942 do lutego 1943 dowodził 31 Armią Frontu Kalinińskiego, od lutego do października 1943 5 Armią Frontu Zachodniego, a od października 1943 do maja 1944 47 Armią w ramach 1 Frontu Ukraińskiego i 2 Białoruskiego (w 1943 otrzymał stopień generała porucznika). Od sierpnia 1944 dowodził 108 Korpusem Piechoty Frontu Leningradzkiego i 2 Białoruskiego. Brał udział w operacji rżewsko-wiaziemskiej, spas-diemiańskiej, smoleńskiej, wschodniopruskiej, pomorskiej i berlińskiej. Wyróżnił się w walkach o Smoleńsk, Osterode am Harz, Iławę, Świnoujście, Gdańsk, Meklemburgię i Rugię.
Po wojnie, w 1946–1947 dowodził korpusem piechoty, w 1948–1954 był zastępcą dowódcy Turkiestańskiego Okręgu Wojskowego, a 1954–1957 Woroneskiego Okręgu Wojskowego, w 1958 zakończył służbę wojskową.

## Odznaczenia
- Order Lenina (dwukrotnie)
- Order Czerwonego Sztandaru (pięciokrotnie)
- Order Suworowa I klasy
- Order Kutuzowa I klasy
- Order Suworowa II klasy

I medale ZSRR i zagraniczny order.